# Onur Cinel
Onur Cinel (* 17. Juni 1985 in Essen) ist ein deutsch-türkischer Fußballtrainer.

## Karriere
Cinel trainierte ab 2009 in der Jugend von Rot-Weiss Essen. Zur Saison 2011/12 wechselte er zum sechstklassigen TuS Heven, bei dem er zunächst Co-Trainer war. Im März 2012 übernahm er das Team als Cheftrainer und führte es zu Saisonende als Tabellenvierter zum Aufstieg in die Oberliga. Zur Saison 2012/13 zog Cinel dann weiter zum FC Schalke 04, bei dem er zunächst Co-Trainer der U-16 wurde, die er dann in der Winterpause selbst übernahm.
In der Saison 2013/14 war er Co-Trainer der Regionalligamannschaft Schalkes, zwischen 2014 und 2017 dann Assistent von Norbert Elgert bei den A-Junioren. Im März 2017 wurde er Cheftrainer der Reserve der Schalker. Unter seiner Führung stieg Schalke II am Ende der Saison 2016/17 aber aus der Regionalliga ab. In der Saison 2017/18 verpasste er mit der Mannschaft als Sechster den Wiederaufstieg. Ab der Saison 2018/19 hatte Cinel dann verschiedene Funktionen im Nachwuchsbereich abseits des Platzes inne.
Zur Saison 2020/21 übernahm er die U-17 von S04. Im Oktober 2020 wurde er Co-Trainer der Bundesligaprofis von Schalke unter Manuel Baum. Baum wurde im Dezember 2020 entlassen, auch unter Nachfolger Christian Gross blieb er im Trainerstab. Nachdem auch Gross entlassen worden war, verließ er das Bundesligateam im März 2021 wieder. Zur Saison 2021/22 kehrte er dann wieder zu den B-Junioren zurück, die er in besagter Spielzeit zum Meistertitel führte. Zusätzlich zu seiner Tätigkeit auf Schalke wurde Cinel im Juni 2022 Co-Trainer von Ralf Rangnick im österreichischen Nationalteam.
Nach der Saison 2022/23 verließ er Schalke nach elf Jahren. Zur Saison 2023/24 übernahm er den österreichischen Zweitligisten FC Liefering, das Farmteam des FC Red Bull Salzburg. Parallel dazu blieb er aber für den österreichischen Verband tätig. Im April 2024 folgte er interimistisch Gerhard Struber als Trainer des FC Red Bull Salzburg nach. Zur Saison 2024/25 wurde er von Pepijn Lijnders abgelöst, dem er als Co-Trainer erhalten blieb.
Im Sommer 2025 wurde er als Nachfolger von Bernd Storck Cheftrainer von Cercle Brügge.